# Hermacha mazoena
Hermacha mazoena là một loài nhện trong họ Nemesiidae.
Hermacha mazoena được miêu tả năm 1915 bởi Hewitt.